# Hospital de Cumura
O Hospital de Cumura, também chamado de  Hospital de Hanseníase da Guiné-Bissau (nome oficial) e Hospital do Mal de Hansen de Cumura, é um hospital localizado no bairro de Cumura, na cidade-sector de Prabis, nos arredores de Bissau, na Guiné-Bissau. É hoje uma referência no tratamento da lepra (mal de Hansen), na Guiné-Bissau, e na África Ocidental, muito embora atenda em outras especialidades.
Sus estruturas e pessoal estão sob administração da "Missão Católica de São Francisco de Assis", entidade católica pertencente à Ordem dos Frades Menores, recebendo financiamento do Governo da Guiné-Bissau e de outras entidades.
Foi criado inicialmente como leprosaria na primeira metade do século XX.

## História
A cerca de 14 km de Bissau, o governador Sarmento Rodrigues decidiu instalar, em 1945, a "Leprosaria da Guiné", destinada a concentrar doentes leprosos. A sua construção estava incluída no Plano de Fomento da Guiné. As missões católicas ofereceram o seu apoio na gestão da leprosaria. Em 1951 a "Aldeia dos Leprosos de Cumura" foi entregue à responsabilidade dos Serviços de Saúde da Guiné.
A "Leprosaria de Cumura", como era comumente chamada, foi aberta oficialmente a 22 de abril de 1952 (embora já operasse desde 1945), com 261 doentes. A aldeia, que compunha a leprosaria, tinha 18 palhotas e, com o tempo, tornou-se o que hoje é o bairro de Cumura.
Os doentes recebiam assistência sanitária, social e espiritual, com catequese.
Após a alteração da designação de lepra para mal de Hansen, a leprosaria passou a designar-se Hospital-Colónia de Cumura.
Em 1969 o hospital recebeu o apoio da Fundação Calouste Gulbenkian, sendo construídos edifícios definitivos com capacidade de acolher 140 doentes.
Após a independência da nação, a instituição ganhou a denominação de Hospital de Hanseníase da Guiné-Bissau.